# Feminism i Argentina
Feminism i Argentina är en grupp rörelser som syftar till att definiera, etablera och försvara lika politiska, ekonomiska och sociala rättigheter och möjligheter för Argentinas kvinnor. Bland pionjärerna inom denna politiska kamp märks Juana Manso och Juana Manuela Gorriti, men feminismen i övrigt introducerades i landet som ett resultat av den omfattande invandringen från Europa decennierna kring förra sekelskiftet.

## Historik

### Bakgrund
De första feministerna bildade inte någon samlad rörelse. De innefattade dock anarkister och sociala aktivister, vilka inkluderade kvinnofrågor i sitt revolutionära program. Där fanns också mer etablerade fritänkande kvinnor som inledningsvis stred för tillgång till högre utbildning och senare lika lagliga rättigheter jämställs män. Det tidiga 1900-talet var en tid med många kvinnor som kämpade för sina friheter och rättigheter i arbetslivet, och 1904 grundades Asociación de Mujeres Universitarias Argentinas.

### Resten av 1900-talet
Trots ansträngningarna hos den första vågens feminister erhöll Argentinas kvinnor inte rätten att rösta i allmänna val förrän 1947, under Juan Peróns första regering. Hans populära hustru Eva lyfte kampen för kvinnlig rösträtt och drev landets första större kvinnliga politiska parti – det kvinnliga peronistpartiet (grundat av henne 1949). Även om hon vägrade att identifiera sig själv som feminist, uppskattas Eva Perón för att ha omdefinierat kvinnornas roll inom den argentinska politiken.
Den omtumlande perioden mellan sent 1960-tal och mitten av 1970-talet var en tid av intensiv social omvandling och politisk aktivism. Bland de feministiska organisationerna som växte fram under denna period fanns Unión Feminista Argentina (UFA, bildad 1970) och Movimiento de Liberación Feminista (MLF).

### 2000-talet
Under senare decennier har kvinnokampen i Argentina bland annat handlat om rätten till fri abort, och den har ofta samverkat med en växande HBTQ-rörelse. En av flera nutida stridsfrågor inom den argentinska feminismen är hållningen till prostitution och sexarbete generellt, där en del ledande feministiska förespråkare tagit tydlig ställning mot det som en del ser som likställigt med människohandel. Även en argentinsk radikalfeminism har vuxit fram efter millennieskiftet.
Under 2020-talet har den argentinska feminismen bland annat samlats i motstånd mot president Javier Milei och hans politik.